# Libanon a 2013-as úszó-világbajnokságon
Libanon három úszóval vett részt a 2013-as úszó-világbajnokságon, akik nyolc versenyszámban indultak.

## Úszás
Férfi
| Versenyző       | Verseny               | Selejtező | Selejtező | Elődöntő          | Elődöntő          | Döntő             | Döntő             |
| Versenyző       | Verseny               | Idő       | Helyezés  | Idő               | Helyezés          | Idő               | Helyezés          |
| --------------- | --------------------- | --------- | --------- | ----------------- | ----------------- | ----------------- | ----------------- |
| Wael Koubrousli | 50 méteres mellúszás  | 30.44     | 61        | Nem jutott tovább | Nem jutott tovább | Nem jutott tovább | Nem jutott tovább |
| Wael Koubrousli | 100 méteres mellúszás | 1:06.54   | 63        | Nem jutott tovább | Nem jutott tovább | Nem jutott tovább | Nem jutott tovább |
| Maroun Waked    | 50 méteres hátúszás   | 29.31     | 40        | Nem jutott tovább | Nem jutott tovább | Nem jutott tovább | Nem jutott tovább |
| Maroun Waked    | 100 méteres hátúszás  | 1:02.23   | 48        | Nem jutott tovább | Nem jutott tovább | Nem jutott tovább | Nem jutott tovább |

Női
| Katya Bachrouche | 400 méteres gyorsúszás | 4:20.46 | 27 | Nem jutott tovább | Nem jutott tovább |
| Katya Bachrouche | 800 méteres gyorsúszás | 8:50.08 | 24 | Nem jutott tovább | Nem jutott tovább |